# WISE 0313+7807
WISE 0313+7807 (= EQ J0313+7807) is een bruine dwerg met een spectraalklasse van T8.5. De ster bevindt zich 24,29 lichtjaar van de zon.